# Greve Strands Badmintonklub
Greve Strands Badmintonklub ist ein dänischer Badmintonverein aus Greve Strand.

## Geschichte
Der Verein wurde am 11. Oktober 1937 gegründet. Es sollte jedoch fast 40 Jahre dauern, bis erste nationale Meistertitel erkämpft werden konnten. Mit Dorte Kjær, Flemming Delfs, Carsten Mogensen und Lars Paaske standen Spieler in den Reihen des Vereins, die über Jahre das Weltniveau bestimmten. Delfs ist der erste Badmintonweltmeister überhaupt. Die erste Mannschaft des Vereins wurde 2004 Europapokalsieger sowie 2008, 2010 und 2011 dänischer Meister.

## Erfolge
| Saison    | Veranstaltung                                    | Disziplin    | Platz | Name                                                         |
| --------- | ------------------------------------------------ | ------------ | ----- | ------------------------------------------------------------ |
| 1975/1976 | Dänemark: Mannschaftsmeisterschaft U16           | Mannschaft   | 1     | Greve Strands Badmintonklub                                  |
| 1976/1977 | Dänemark: Einzelmeisterschaften der Junioren U13 | Herrendoppel | 1     | Claus Thomsen, Esbjerg / Ken Bacher, Greve                   |
| 1976/1977 | Dänemark: Einzelmeisterschaften der Junioren U13 | Mixed        | 1     | Ken Bacher, Greve Strand / Helle Hartvich, Gentofte          |
| 1976/1977 | Dänemark: Einzelmeisterschaften der Junioren U15 | Dameneinzel  | 1     | Dorte Kjær, Greve                                            |
| 1977/1978 | Dänemark: Einzelmeisterschaften der Junioren U15 | Mixed        | 1     | Mark Christiansen, Sæby / Dorte Kjær, Greve                  |
| 1977/1978 | Dänemark: Einzelmeisterschaften der Junioren U13 | Herrendoppel | 1     | Anders Nielsen, Tune / Henrik Lunde, Greve                   |
| 1977/1978 | Dänemark: Einzelmeisterschaften der Junioren U15 | Damendoppel  | 1     | Dorte Kjær, Greve / Annette Bernth, Skovlunde                |
| 1979/1980 | Dänemark: Einzelmeisterschaften der Junioren U17 | Mixed        | 1     | Mark Christiansen, Triton Aalborg / Dorte Kjær, Greve        |
| 1979/1980 | Dänemark: Einzelmeisterschaften der Junioren U15 | Herrendoppel | 1     | Anders Nielsen, Tune / Henrik Lunde, Greve                   |
| 1980/1981 | Dänemark: Einzelmeisterschaften                  | Herreneinzel | 1     | Flemming Delfs, Greve Strand                                 |
| 1980/1981 | Dänemark: Einzelmeisterschaften                  | Herrendoppel | 1     | Steen Skovgaard, Gentofte BK / Flemming Delfs, Greve Strand  |
| 1980/1981 | Dänemark: Einzelmeisterschaft der Amateure       | Damendoppel  | 1     | Dorte Kjær, Greve Strand / Nettie Nielsen, Hvidovre BC       |
| 1980/1981 | Dänemark: Einzelmeisterschaften der Junioren U19 | Mixed        | 1     | Mark Christiansen, Triton / Dorte Kjær, Greve                |
| 1981/1982 | Dänemark: Einzelmeisterschaften der Junioren U19 | Damendoppel  | 1     | Dorte Kjær, Greve / Nettie Nielsen, Hvidovre                 |
| 1981/1982 | Dänemark: Einzelmeisterschaften der Junioren U17 | Mixed        | 1     | Anders Nielsen, Greve / Jeanette Jensen, Jægerspris          |
| 1981/1982 | Dänemark: Einzelmeisterschaften der Junioren U17 | Herrendoppel | 1     | Anders Nielsen / Henrik Lunde, Greve                         |
| 1981/1982 | Dänemark: Einzelmeisterschaften der Junioren U19 | Mixed        | 1     | Mark Christiansen, Triton / Dorte Kjær, Greve                |
| 1982/1983 | Dänemark: Einzelmeisterschaft der Amateure       | Herreneinzel | 1     | Morten Svarrer, Greve Strand                                 |
| 1982/1983 | Dänemark: Mannschaftsmeisterschaft U16           | Mannschaft   | 1     | Greve Strands Badmintonklub                                  |
| 1982/1983 | Dänemark: Einzelmeisterschaft der Amateure       | Damendoppel  | 1     | Nettie Nielsen, Hvidovre BC / Dorte Kjær, Greve Strand       |
| 1982/1983 | Dänemark: Einzelmeisterschaften                  | Damendoppel  | 1     | Nettie Nielsen, Hvidovre BC / Dorte Kjær, Greve Strand       |
| 1983/1984 | Dänemark: Einzelmeisterschaften der Junioren U19 | Damendoppel  | 1     | Lotte Olsen / Jeanette Jensen, Greve                         |
| 1983/1984 | Dänemark: Einzelmeisterschaften der Junioren U17 | Herrendoppel | 1     | Lars Pedersen, Nykøbing F / Kim Juul, Greve                  |
| 1983/1984 | Dänemark: Einzelmeisterschaften der Junioren U19 | Mixed        | 1     | Anders Nielsen, Greve / Gitte Paulsen, Triton                |
| 1983/1984 | Dänemark: Einzelmeisterschaften der Junioren U13 | Herreneinzel | 1     | Tommy Sørensen, Greve                                        |
| 1984/1985 | Dänemark: Einzelmeisterschaften der Junioren U19 | Herreneinzel | 1     | Lars Pedersen, Greve                                         |
| 1984/1985 | Dänemark: Einzelmeisterschaften                  | Damendoppel  | 1     | Nettie Nielsen, Hvidovre BC / Dorte Kjær, Greve Strand       |
| 1984/1985 | Dänemark: Einzelmeisterschaften der Junioren U19 | Herrendoppel | 1     | Jan Paulsen, Triton / Lars Pedersen, Greve                   |
| 1984/1985 | Dänemark: Einzelmeisterschaften der Junioren U19 | Damendoppel  | 1     | Lotte Olsen, Greve / Lene Sørensen, Triton                   |
| 1984/1985 | Dänemark: Mannschaftsmeisterschaft U14           | Mannschaft   | 1     | Greve Strands Badmintonklub                                  |
| 1985/1986 | Dänemark: Einzelmeisterschaften der Junioren U19 | Herrendoppel | 1     | Lars Pedersen / Henrik Futtrup, Greve                        |
| 1985/1986 | Dänemark: Einzelmeisterschaften der Junioren U19 | Herreneinzel | 1     | Lars Pedersen, Greve                                         |
| 1985/1986 | Dänemark: Einzelmeisterschaften der Junioren U19 | Mixed        | 1     | Lars Pedersen, Greve / Anne Mette Bille, Nykøbing F.         |
| 1985/1986 | Dänemark: Einzelmeisterschaft der Amateure       | Damendoppel  | 1     | Lotte Olsen, Greve Strands BK / Nettie Nielsen, Hvidovre BC  |
| 1985/1986 | Dänemark: Einzelmeisterschaften                  | Damendoppel  | 1     | Nettie Nielsen, Hvidovre BC / Dorte Kjær, Greve Strand       |
| 1985/1986 | Dänemark: Einzelmeisterschaften der Junioren U15 | Herrendoppel | 1     | Thomas Moestrup, Karlslunde / Tommy Sørensen, Greve          |
| 1985/1986 | Dänemark: Einzelmeisterschaften der Junioren U17 | Mixed        | 1     | Frederik Lindquist, Gørlev / Siv Hemmingsen, Greve           |
| 1986/1987 | Dänemark: Einzelmeisterschaften                  | Mixed        | 1     | Nettie Nielsen, Hvidovre BC / Dorte Kjær, Greve Strand       |
| 1986/1987 | Dänemark: Einzelmeisterschaften der Junioren U13 | Damendoppel  | 1     | Rikke Olsen, Karlslunde / Helle Bo Nielsen, Greve            |
| 1987/1988 | Dänemark: Einzelmeisterschaften der Junioren U19 | Mixed        | 1     | Frederik Lindquist, Slagelse / Siv Hemmingsen, Greve         |
| 1987/1988 | Dänemark: Einzelmeisterschaften                  | Damendoppel  | 1     | Dorte Kjær, Greve Strands BK / Nettie Nielsen, Hvidovre BC   |
| 1988/1989 | Dänemark: Einzelmeisterschaften der Junioren U15 | Damendoppel  | 1     | Helle Bo Nielsen, Greve / Rikke Olsen, Karlslunde            |
| 1988/1989 | Dänemark: Einzelmeisterschaften                  | Mixed        | 1     | Henrik Svarrer, Hvidovre BC / Dorte Kjær, Greve Strands BK   |
| 1989/1990 | Dänemark: Einzelmeisterschaften                  | Damendoppel  | 1     | Nettie Nielsen, Hvidovre BC / Dorte Kjær, Greve Strand       |
| 1990/1991 | Dänemark: Einzelmeisterschaften                  | Damendoppel  | 1     | Dorte Kjær, Greve Strand / Lotte Olsen, Kastrup-Magleby      |
| 1990/1991 | Dänemark: Einzelmeisterschaften der Junioren U17 | Damendoppel  | 1     | Rikke Olsen, Karlslunde / Helle Bo Nielsen, Greve            |
| 1991/1992 | Dänemark: Einzelmeisterschaften der Junioren U13 | Mixed        | 1     | Jonas Lyduch, Greve / Karina Sørensen, Hvidovre              |
| 1991/1992 | Dänemark: Einzelmeisterschaften der Junioren U19 | Dameneinzel  | 1     | Rikke Olsen, Greve BK                                        |
| 1992/1993 | Dänemark: Einzelmeisterschaften der Junioren U13 | Herrendoppel | 1     | Kasper Kim Jensen, Greve / Morten Hansen, Næstved            |
| 1992/1993 | Dänemark: Einzelmeisterschaften der Junioren U19 | Damendoppel  | 1     | Rikke Olsen, Greve / Mette Sørensen, Triton                  |
| 1992/1993 | Dänemark: Seniorenmeisterschaften 55+            | Herreneinzel | 1     | Henning Jørgensen, Greve                                     |
| 1993/1994 | Dänemark: Mannschaftsmeisterschaft U14           | Mannschaft   | 1     | Greve Strands Badmintonklub                                  |
| 1993/1994 | Dänemark: Einzelmeisterschaften der Junioren U13 | Dameneinzel  | 1     | Anja Thorsen, Greve                                          |
| 1993/1994 | Dänemark: Mannschaftsmeisterschaft U12           | Mannschaft   | 1     | Greve Strands Badmintonklub                                  |
| 1993/1994 | Dänemark: Seniorenmeisterschaften 55+            | Herrendoppel | 1     | Henning Jørgensen, Greve / Henning Borch, Kastrup-Magleby    |
| 1993/1994 | Dänemark: Einzelmeisterschaften der Junioren U15 | Herreneinzel | 1     | Jonas Lyduch, Greve                                          |
| 1994/1995 | Dänemark: Seniorenmeisterschaften 55+            | Herrendoppel | 1     | Henning Borch, Kastrup-Magleby / Henning Jørgensen, Greve    |
| 1994/1995 | Dänemark: Einzelmeisterschaften der Junioren U15 | Herrendoppel | 1     | Morten Hansen / Kasper K. Jensen, Greve                      |
| 1994/1995 | Dänemark: Einzelmeisterschaften der Junioren U15 | Mixed        | 1     | Morten Hansen / Helle Nielsen, Greve                         |
| 1994/1995 | Dänemark: Einzelmeisterschaften der Junioren U19 | Damendoppel  | 1     | Sarah Jønsson, Greve / Mette Schjoldager, Ringsted           |
| 1994/1995 | Dänemark: Einzelmeisterschaften der Junioren U13 | Herrendoppel | 1     | Carsten Mogensen / Christian Dalsgaard, Greve                |
| 1994/1995 | Dänemark: Mannschaftsmeisterschaft U12           | Mannschaft   | 1     | Greve Strands Badmintonklub                                  |
| 1994/1995 | Dänemark: Einzelmeisterschaften der Junioren U13 | Damendoppel  | 1     | Mie Dalker, Greve / Malene Levinsky, Kastrup-Magleby         |
| 1995/1996 | Dänemark: Einzelmeisterschaften der Junioren U17 | Herreneinzel | 1     | Jonas Lyduch, Greve                                          |
| 1996/1997 | Dänemark: Mannschaftsmeisterschaft U17           | Mannschaft   | 1     | Greve Strands Badminton Klub                                 |
| 1996/1997 | Dänemark: Seniorenmeisterschaften 60+            | Herreneinzel | 1     | Henning Jørgensen, Greve                                     |
| 1996/1997 | Dänemark: Einzelmeisterschaften der Junioren U17 | Damendoppel  | 1     | Helle Nielsen, Greve / Tine Høy, Viby J.                     |
| 1996/1997 | Dänemark: Einzelmeisterschaften der Junioren U17 | Herrendoppel | 1     | Morten Hansen / Kasper Kiim Jensen, Greve                    |
| 1996/1997 | Dänemark: Einzelmeisterschaften der Junioren U17 | Herreneinzel | 1     | Jonas Lyduch, Greve                                          |
| 1996/1997 | Dänemark: Seniorenmeisterschaften 60+            | Herrendoppel | 1     | Henning Jørgensen, Greve / Ole Schack, Vemmelev              |
| 1996/1997 | Dänemark: Mannschaftsmeisterschaft U15           | Mannschaft   | 1     | Greve Strands Badmintonklub                                  |
| 1997/1998 | Dänemark: Seniorenmeisterschaften 60+            | Herrendoppel | 1     | Henning Jørgensen, Greve / Ole Schack, Vemmelev              |
| 1997/1998 | Dänemark: Einzelmeisterschaften der Junioren U15 | Herreneinzel | 1     | Carsten Mogensen, Greve                                      |
| 1997/1998 | Dänemark: Einzelmeisterschaften der Junioren U17 | Damendoppel  | 1     | Helle Nielsen, Greve / Tine Høy, Viby J.                     |
| 1998/1999 | Dänemark: Seniorenmeisterschaften 60+            | Herrendoppel | 1     | Henning Jørgensen, Greve / Ole Schack, Vemmelev              |
| 1998/1999 | Dänemark: Mannschaftsmeisterschaft U17           | Mannschaft   | 1     | Greve Strands Badmintonklub                                  |
| 1998/1999 | Dänemark: Einzelmeisterschaften der Junioren U17 | Herrendoppel | 1     | Rasmus Andersen / Carsten Mogensen, Greve                    |
| 1998/1999 | Dänemark: Einzelmeisterschaften der Junioren U19 | Herrendoppel | 1     | Mathias Boe, Odense BK / Kasper Kiim Jensen, Greve           |
| 1998/1999 | Dänemark: Einzelmeisterschaften der Junioren U19 | Damendoppel  | 1     | Helle Nielsen, Greve / Karina Sørensen, Hvidovre             |
| 1998/1999 | Dänemark: Seniorenmeisterschaften 50+            | Mixed        | 1     | Inger E. Petersen, Greve / Kurt Fals, Nivå                   |
| 1999/2000 | Dänemark: Einzelmeisterschaften der Junioren U17 | Mixed        | 1     | Rasmus Andersen, Greve / Lena Kristiansen, Randers           |
| 1999/2000 | Dänemark: Einzelmeisterschaften der Junioren U19 | Herrendoppel | 1     | Morten Hansen / Kasper Kiim Jensen, Greve                    |
| 1999/2000 | Dänemark: Einzelmeisterschaften der Junioren U19 | Mixed        | 1     | Jonas Glyager Jensen, Skovshoved IF / Stine Borgstrøm, Greve |
| 1999/2000 | Dänemark: Einzelmeisterschaften der Junioren U17 | Herrendoppel | 1     | Rasmus Andersen / Carsten Mogensen, Greve                    |
| 2000/2001 | Dänemark: Seniorenmeisterschaften 55+            | Damendoppel  | 1     | Jytte Sørensen, Karlslunde / Inger Petersen, Greve           |
| 2000/2001 | Dänemark: Mannschaftsmeisterschaft U17           | Mannschaft   | 1     | Greve Strands Badmintonklub                                  |
| 2000/2001 | Dänemark: Einzelmeisterschaften der Junioren U19 | Herrendoppel | 1     | Rasmus Andersen / Carsten Mogensen, Greve                    |
| 2000/2001 | Dänemark: Einzelmeisterschaften der Junioren U19 | Herreneinzel | 1     | Jens-Kristian Leth, Greve                                    |
| 2000/2001 | Dänemark: Einzelmeisterschaften der Junioren U19 | Mixed        | 1     | Rasmus Andersen, Greve / Mette Nielsen, Lillerød             |
| 2001/2002 | Dänemark: Einzelmeisterschaften der Junioren U19 | Herrendoppel | 1     | Rasmus Andersen / Carsten Mogensen, Greve                    |
| 2001/2002 | Dänemark: Seniorenmeisterschaften 65+            | Herrendoppel | 1     | Henning Jørgensen, Greve / Ole Schack, Vemmelev              |
| 2001/2002 | Dänemark: Einzelmeisterschaften der Junioren U19 | Mixed        | 1     | Carsten Mogensen, Greve / Kamilla R. Juhl, Randers           |
| 2002/2003 | Dänemark: Seniorenmeisterschaften 55+            | Damendoppel  | 1     | Inger E. Nielsen, Greve / Jytte Sørensen, Karlslunde         |
| 2002/2003 | Dänemark: Einzelmeisterschaften der Junioren U13 | Damendoppel  | 1     | Christina Mogensen, Greve / Anne Skelbæk, Værløse            |
| 2002/2003 | Dänemark: Einzelmeisterschaften der Junioren U19 | Damendoppel  | 1     | Mie Schjøtt, Greve / Camilla Sørensen, Aarhus                |
| 2003/2004 | Dänemark: Einzelmeisterschaften                  | Herreneinzel | 1     | Kenneth Jonassen, Greve                                      |
| 2003/2004 | Dänemark: Einzelmeisterschaften der Junioren U19 | Damendoppel  | 1     | Louise Rasmussen / Pernille Levinsky, Greve                  |
| 2004      | Europapokal                                      | Mannschaft   | 1     | Greve Strands BK                                             |
| 2004/2005 | Dänemark: Seniorenmeisterschaften 60+            | Herreneinzel | 1     | Søren Nielsen, Greve                                         |
| 2004/2005 | Dänemark: Seniorenmeisterschaften 60+            | Herrendoppel | 1     | Leif V. Hansen, Gladsaxe-Søb. / Søren Nielsen, Greve         |
| 2005/2006 | Dänemark: Seniorenmeisterschaften 60+            | Damendoppel  | 1     | Inger Nielsen, Greve / Jytte Sørensen, Karlslunde            |
| 2005/2006 | Dänemark: Seniorenmeisterschaften 60+            | Herrendoppel | 1     | Leif V. Hansen, Gladsaxe-Søborg / Søren Nielsen, Greve       |
| 2006/2007 | Dänemark: Einzelmeisterschaften                  | Herrendoppel | 1     | Lars Paaske, Greve / Jonas Rasmussen, KMB                    |
| 2007/2008 | Dänemark: Einzelmeisterschaften                  | Herreneinzel | 1     | Kenneth Jonassen, Greve                                      |
| 2007/2008 | Dänemark: Seniorenmeisterschaften 60+            | Damendoppel  | 1     | Inger Nielsen, Greve / Jytte Sørensen, Karlslunde            |
| 2007/2008 | Dänemark: Einzelmeisterschaften der Junioren U13 | Damendoppel  | 1     | Julie Finne-Ipsen, Værløse / Rikke Søby Hansen, Greve        |
| 2007/2008 | Dänemark: Einzelmeisterschaften der Junioren U13 | Dameneinzel  | 1     | Rikke Søby Hansen, Greve                                     |
| 2007/2008 | Dänemark: Mannschaftsmeisterschaft               | Team         | 1     | Greve Strands BK                                             |
| 2009/2010 | Dänemark: Einzelmeisterschaften der Junioren U15 | Damendoppel  | 1     | Rikke Søby Hansen, Greve / Julie Finne Ipsen, Værløse        |
| 2009/2010 | Dänemark: Einzelmeisterschaften                  | Herrendoppel | 1     | Carsten Mogensen, Greve / Mathias Boe, Skælskør              |
| 2009/2010 | Dänemark: Mannschaftsmeisterschaft               | Team         | 1     | Greve Strands BK                                             |
| 2010/2011 | Dänemark: Mannschaftsmeisterschaft               | Team         | 1     | Greve Strands BK                                             |